# ژان مانوئل
ژان مانوئل (انگلیسی: Juan Manuel; ۵ مهٔ ۱۲۸۲ – ۱۳ ژوئن ۱۳۴۸) نویسنده، و سیاستمدار اهل تاج کاستیا بود. او برادرزاده آلفونسوی دهم، پادشاه کاستیا و لئون، پسر مانوئل کاستیلی و بئاتریس از ساووی بود. ژان مانوئل از پدرش ربوبیت بزرگ ویلنا را به ارث برد و القاب لرد، دوک و در نهایت شاهزاده ویلنا را دریافت کرد. او سه بار ازدواج کرد و همسران خود را برای راحتی سیاسی و اقتصادی انتخاب کرد و تلاش کرد تا فرزندانش را با شرکای سلطنتی تربیت کند. خوان مانوئل به یکی از ثروتمندترین و قدرتمندترین مردان زمان خود تبدیل شد. او در طول زندگی خود به دلیل انتخاب ادبیات به عنوان حرفه خود مورد انتقاد قرار گرفت، فعالیتی که برای یک نجیب‌زاده با چنین اعتباری پست‌تر به نظر می‌رسید.
او در طول زندگی خود تقریباً سیزده کتاب نوشت که امروزه تنها هشت کتاب از آنها باقی مانده است. این آثار عمدتاً آموزشی هستند. خوان مانوئل به پیروی از راه عمویش، آلفونسو دهم کاستیلی، به زبان کاستیلی می‌نوشت، که در زمان‌هایی که لاتین زبان رسمی برای نوشتن تحصیل کرده بود، یک ویژگی خاص بود. او به زبان عامیانه نوشت تا دسترسی به ادبیات را برای تعداد بیشتری از خوانندگان کاستیلی تسهیل کند.
آثار او منعکس کننده شخصیت، جاه طلبی‌ها و باورهای او هستند، به طوری که از بسیاری جهات آینه ای از زمان و شرایط او هستند.

## زندگی‌نامه
خوان مانوئل در قلعه اسکالونا، در منطقه‌ای که امروزه استان تولدو در اسپانیا نامیده می‌شود، به دنیا آمد. او فرزند مانوئل اهل کاستیا (پسر فردیناند سوم کاستیا) و همسر دومش بئاتریس اهل ساووی بود. پدرش در سال ۱۲۸۴ درگذشت و خوان در دربار پسرعمویش، سانچو چهارم، آموزش دید؛ جایی که به‌سبب استعدادهایش مورد توجه و علاقه قرار گرفت. پس از مرگ مادرش در سال ۱۲۹۲، خوان مانوئل به دوک پنیافی‌یل تبدیل شد. او در هنرهایی چون سوارکاری، شکار و شمشیرزنی آموزش دید و همچنین لاتین، تاریخ، حقوق و الهیات را آموخت. در سن دوازده سالگی، در دفع حملهٔ مسلمانان گرانادا به منطقه مورسیا شرکت کرد.
در سال ۱۳۰۴، ملکه مادر، دونیا ماریا دِ مولینا، او را مأمور انجام مذاکرات سیاسی با جیمز دوم، پادشاه آراگون، از طرف پسر نابالغش فردیناند چهارم کرد. این مأموریت با موفقیت انجام شد و ازدواج خوان مانوئل با دختر جیمز دوم، کنستانسا، اعتبار و نفوذ او را افزایش داد.
خوان مانوئل دخترش کنستانزا را به عقد آلفونسوی یازدهم درآورد، اما با این پادشاه همیشه در کشمکش بود. با این حال، پادشاه به دلایلی نامشخص کنستانزا را در قلعه تورو زندانی کرد. این ماجرا خشم خوان مانوئل را برانگیخت و او تصمیم گرفت علیه آلفونسو وارد جنگ شود، که آغازگر رویارویی طولانی میان آن دو شد.
پس از مرگ همسرش کنستانسا در سال ۱۳۲۷، خوان مانوئل با ازدواج با دونیا بلانکا دِ لا سردا یی لارا موقعیت خود را تقویت کرد؛ او حمایت خوان نونی‌یز، افسر ارشد کاستیا، را به‌دست‌آورد و با محمد چهارم، سلطان گرانادا، متحد شد. این ائتلاف نیرومند باعث شد آلفونسوی یازدهم ناچار به مذاکره شود و در سال ۱۳۲۸ توافقی را پذیرفت، گرچه قصد جدی برای اجرای آن نداشت. جنگ بار دیگر از سر گرفته شد و تا سال ۱۳۳۱ ادامه یافت، زمانی که آلفونسو خوان مانوئل و خوان نونی‌یز را به ضیافتی در ویاهومبرالس دعوت کرد، ظاهراً با هدف ترور آن‌ها؛ اما این نقشه شکست خورد و خوان مانوئل با آلفونسوی چهارم آراگون متحد شد. او در گارسینوئز محاصره شد، اما در ۳۰ ژوئیه ۱۳۳۶ گریخت، به تبعید رفت و تا سال ۱۳۳۸ شورش را ادامه داد.
در نهایت، پاپ بین خوان مانوئل و آلفونسوی یازدهم صلح برقرار کرد. این آشتی تا سال ۱۳۴۰ کامل نشد، زمانی که خوان مانوئل و آلفونسو در نبرد ریو سالادو علیه مسلمانان متحد شدند و شهر آلخسیراس را فتح کردند. پس از این رویدادها، خوان مانوئل از سیاست کناره گرفت و به قلعه گارسیمونیوث رفت، جایی که سال‌های پایانی عمرش را صرف ادبیات کرد. او که به آثار خود افتخار می‌کرد، تصمیم گرفت همه آن‌ها را در یک جلد گردآوری کند، اما این مجموعه در آتش‌سوزی از بین رفت و هیچ نسخه‌ای از آن باقی نماند.
خوان مانوئل در سال ۱۳۴۸ در شهر کوردوبا، در سن ۶۶ سالگی درگذشت.